# Estación Torres
Torres es una estación ferroviaria ubicada en la ciudad homónima, partido de Lujan Provincia de Buenos Aires, Argentina. Pertenece al Ferrocarril General Urquiza de la red ferroviaria argentina.

## Servicios
Actualmente no brinda servicios de ningún tipo, la asociación Amigos del Ferrocarril Urquiza trabaja para el mantenimiento y recuperación de la traza, con tráfico esporádico de zorras.

## Historia
La sección Lacroze - Rojas tuvo servicio de pasajeros, conocido popularmente como el "Federico", hasta noviembre de 1993[cita requerida]. El último servicio de cargas se registró en el año 1998[cita requerida]. Actualmente el ramal completo se encuentra sin tráfico y en buen estado. Lugar donde las personas se juntan a tomar mates al sol y a fumar cuete.